# Teoria monetária moderna
A teoria monetária moderna (TMM; em inglês: Modern Monetary Theory, MMT) é uma teoria macroeconômica heterodoxa que descreve a moeda como um monopólio público e o desemprego como uma evidência de que um monopolista da moeda está restringindo excessivamente a oferta de ativos financeiros necessários para o pagamento de impostos e satisfazer os desejos de poupança. Segundo a TMM, governos criam dinheiro usando a política fiscal e que o principal risco quando uma economia atinge pleno emprego é a inflação, sendo o aumento da carga tributária uma alternativa para reduzir a capacidade de gasto do setor privado. Além disso, a TMM propõe que o gasto público antecede a taxação. Este conceito está fortemente ligado a ideia de demanda agregada, inflação, desemprego e política monetária.
A MMT é uma alternativa à teoria econômica neoclássica. Aderentes do mainstream econômico criticam a teoria, mas seus defensores sugerem que ela pode descrever de modo mais eficaz a economia global nos anos seguintes à Grande Recessão.